# Ice Cream in the Cupboard

Ice Cream in the Cupboard est un film dramatique romantique biographique américain de 2019, réalisé par Drew Pollins, et mettant en vedette Dana Ashbrook, Claudia Ferri, Jaime King, Tobin Bell, Andrea Londo et Garrett Mercer. Il est basé sur le livre de Pat Moffett,. Le film a été présenté au Rhode Island International Film Festival de 2019, où il a été élu meilleur long métrage,.

## Résumé de l'intrigue
Après que Pat (Dana Ashbrook) ait été attaquée par sa femme Carmen (Claudia Ferri), son monde commence à se désagréger alors qu'il accepte son diagnostic de maladie d'Alzheimer précoce.

## Casting
- Jaime King : Dr Giselle Cohen
- Tobin Bell : Pop
- Dana Ashbrook : Pat
- Sean Whalen : Doug Hannigan
- Amber Frank : Lydia
- Claudia Ferri : Carmen
- Andrea Londo : la jeune Carmen
- Garrett Mercer : le jeune Pat